# Water Music
Pour les articles homonymes, voir Water Music (homonymie).
Water Music (Musique sur l'eau en français, Wassermusik en allemand) est une série de trois suites orchestrales baroques 1, 2 et 3 (HWV 348, 349, et 350) composées entre 1715 et 1736, par le compositeur anglo-allemand Georg Friedrich Haendel, un des chefs-d'œuvre baroques emblématiques de son œuvre.

## Histoire
Georg Friedrich Haendel (1685-1759) est un des plus importants compositeurs de musique baroque du XVIIIe siècle (Siècle des Lumières). Né en actuelle Allemagne la même année que Jean-Sébastien Bach, il étudie la musique en Italie, puis s'installe définitivement à Londres, où il devient célèbre, et se fait naturaliser anglais en 1727.

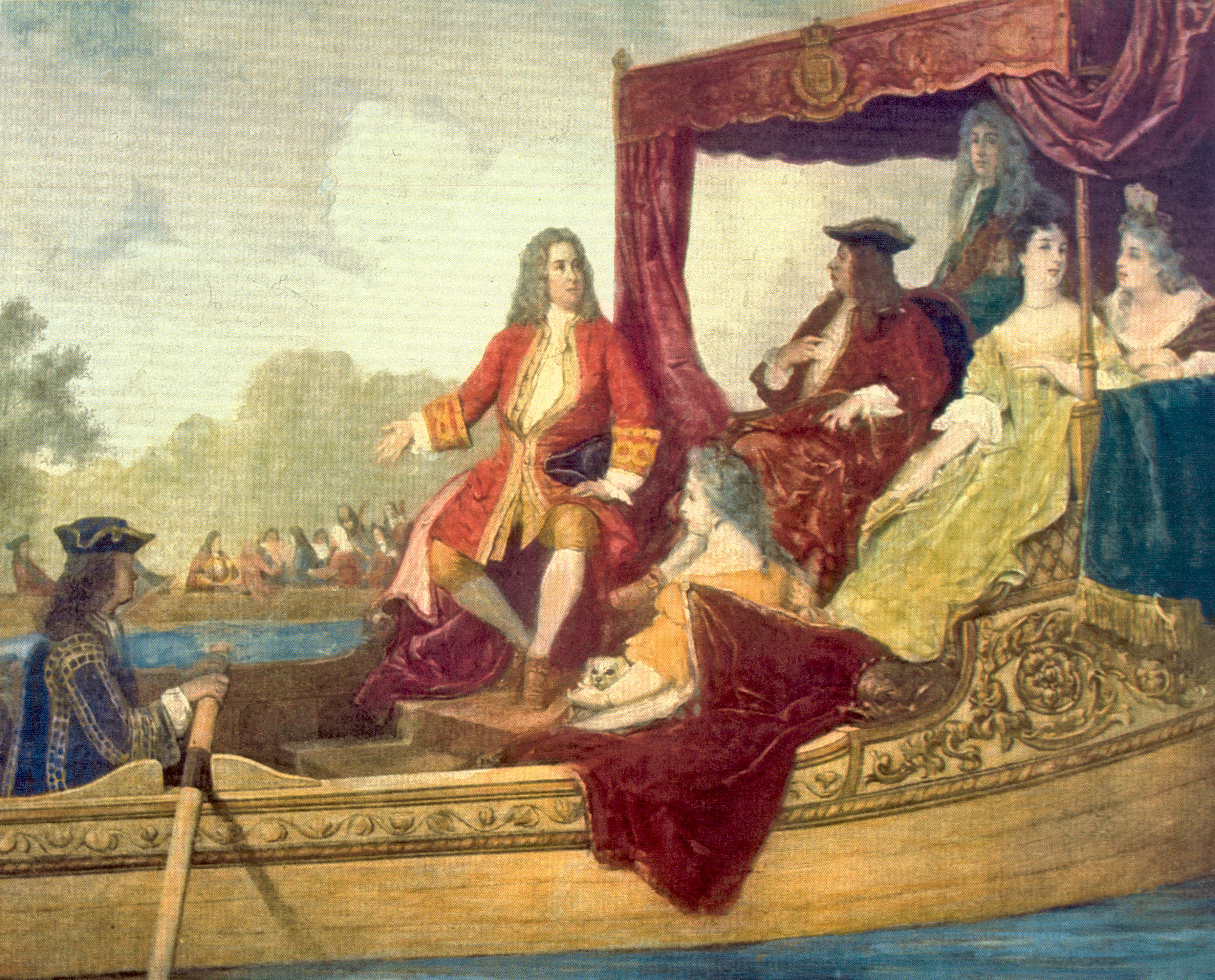
Première représentation de Musique sur l'eau en 1717, sur la Tamise à Londres, avec Georg Friedrich Haendel (à gauche) et le roi George Ier de Grande-Bretagne, par Édouard Jean Conrad Hamman.

Publiées partiellement en 1733, les suites no 1 et 2 sont composées pour le roi George Ier de Grande-Bretagne, et sa cour, et interprétées par Haendel (avec un orchestre symphonique de 50 musiciens sur une barque voisine de celle du roi) pour une procession fluviale festive grandiose et flamboyante,, sur la Tamise à Londres, du 17 juillet 1717, entre Whitehall et Chelsea aller-retour,,. Le roi apprécie tellement cette œuvre qu'elle est interprétée trois fois de suite. 
La suite no 3 est en revanche créée le 26 avril 1736, pour l'occasion du mariage du prince Frédéric de Galles avec la princesse Augusta de Saxe-Gotha-Altenbourg. L'œuvre est représentative d’un style de musique d’apparat conçue pour l’exécution au grand air, et dont les grands précurseurs furent les compositeurs français du Grand Siècle, dont Jean-Baptiste Lully et Michel-Richard Delalande qui écrivirent plusieurs pièces pour les fêtes du château de Versailles.
En 1749, le compositeur récidivera dans ce genre avec son oeuvre Musique pour les feux d'artifice royaux (Music for the Royal Fireworks, HWV 351) pour le roi George II de Grande-Bretagne, pour des festivités en l'honneur du traité d'Aix-la-Chapelle. 

## Contenu
L’œuvre est composée de trois suites. La partition autographe d'Haendel est perdue et l'ordre original de l'exécution de ces suites reste inconnu ; ce qui fait que l'oeuvre peut être jouée de manière différente selon les interprètes. N.B. : Les mouvements indiqués entre crochets [] n'ont pas d'indication précise de tempo.

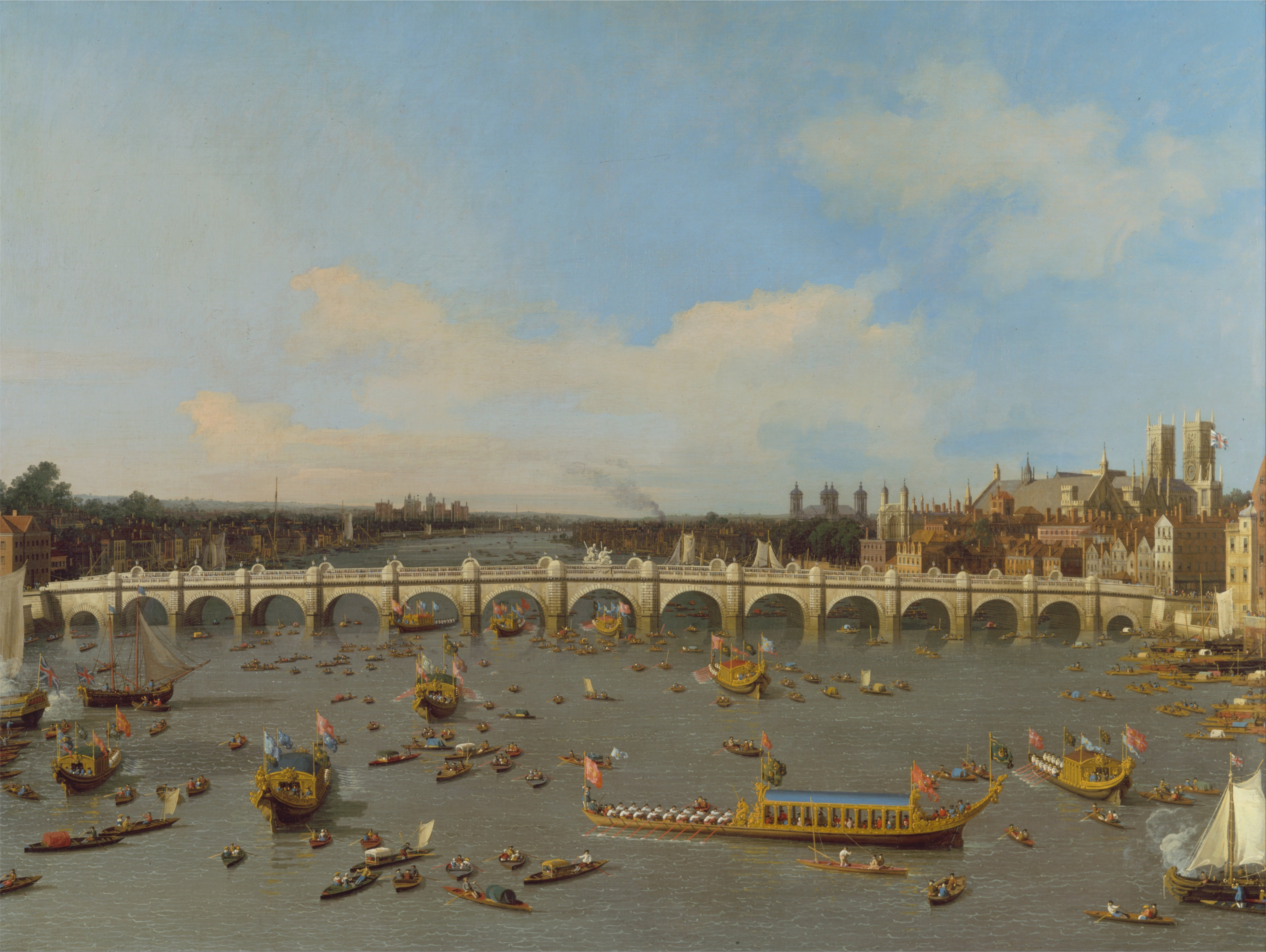
Westminster Bridge, with the Lord Mayor's Procession on the Thames, par Canaletto (1747).

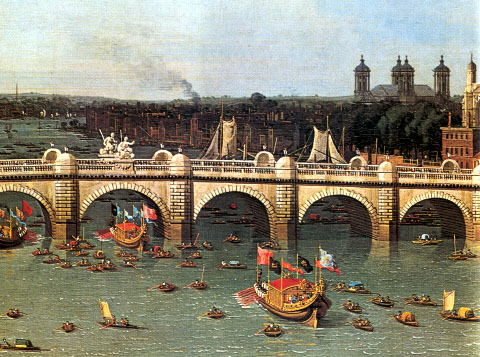
Détail du tableau précédent.

### Suiteno1enfa majeur, HWV 348
1. Ouverture
2. Adagio e staccato
3. [Allegro] - Andante - [Allegro]
4. Presto
5. Air
6. Menuet (pour flûte française)
7. Bourrée
8. Hornpipe (danse paysanne à 3/2)
9. [Andante] ou [Allegro]

### Suite n° 2 enré majeur, HWV 349
1. Allegro
2. [Alla Hornpipe] (danse paysanne à 3/2)
3. Menuet pour trompette
4. Lentement
5. Bourrée (Air)

### Suiteno3ensol majeur, HWV 350
1. [Menuet]-[Sarabande]
2. Rigaudon (Presto)
3. Menuet 1
4. [Menuet 2]
5. [Country Dance 1] (Affetuoso)
6. [Country Dance 2] (Cantabile)

## Reprises
- La popularité de cette œuvre remonte en France à 1960, date à laquelle Jean-François Paillard enregistra pour la première fois Water Music chez Erato.

## Musique de cinéma, de télévision et de radio
- Années 1960 : indicatif de l'émission « La musique est à vous » sur France Inter. Alla Hornpipe.
- 1989 : Le Cercle des poètes disparus, de Peter Weir. Allegro de la suite no 2.
- 1994 : La Folie du roi George, de Nicholas Hytner.
- 2005 : Casanova, de Lasse Hallström. Rigaudon de la suite No. 3.
- 2018 : Mademoiselle de Joncquières, d'Emmanuel Mouret. Un extrait de la suite no 3.